# 达特茅斯
達特茅斯是英格蘭德文郡的一座城鎮和民政教區。2001年，達特茅斯有人口5,512人，2011年減少至5,064人。

## 友好城市
- 法國 滨海库尔瑟勒